# Stenochironomus hilaris
Stenochironomus hilaris är en tvåvingeart som först beskrevs av Walker 1848.  Stenochironomus hilaris ingår i släktet Stenochironomus och familjen fjädermyggor. Inga underarter finns listade i Catalogue of Life.

## Bildgalleri

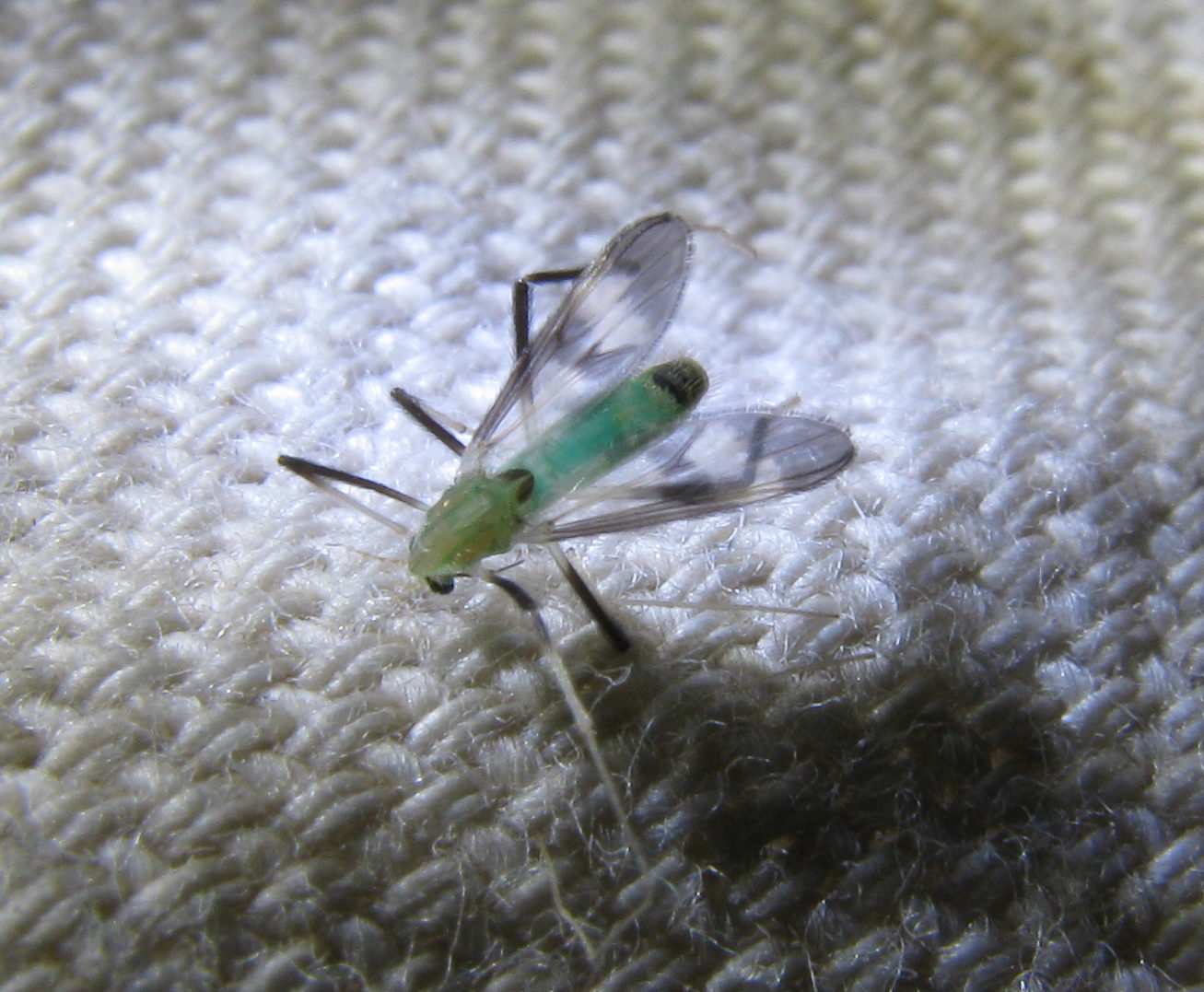